# Chaetotyphula tetraspora
Chaetotyphula tetraspora är en svampart som beskrevs av Corner 1953. Chaetotyphula tetraspora ingår i släktet Chaetotyphula och familjen mattsvampar.   Inga underarter finns listade i Catalogue of Life.